# Alvia Reale
Alvia Reale (Roma, 26 novembre 1960) è un'attrice italiana.

## Biografia
Diplomatasi all'Accademia nazionale d'arte drammatica, nel 1983 con alcuni compagni d'accademia (tra cui Pino Quartullo, Maria Paiato, Luca Di Fulvio, Blas Roca Rey, Bruno Maccallini, Franca D'Amato, Pasquale Anselmo) ha formato la compagnia La festa mobile.
Nel 1989 entra a far parte della compagnia diretta da Luca Ronconi al Teatro Stabile di Torino e, nel corso degli anni, partecipa a molti suoi spettacoli, da Gli ultimi giorni dell'umanità di Karl Kraus (1990) fino a Il panico di Rafael Spregelburd (2013).
Nella stagione 1991-1992 partecipa, con altri attori, al Maurizio Costanzo Show, per una serie di provocazioni con la candid camera.
Nel 2006, con Manuela Mandracchia, Sandra Toffolatti e Mariangeles Torres, ha fondato il gruppo MitiPretese, con il quale ha iniziato ad affrontare anche la regia, dirigendo e interpretando Roma ore 11 di Elio Petri, Festa di famiglia, da Luigi Pirandello e Troiane. Variazioni sul mito, da Euripide.

## Teatro
- C'era folla al castello di Jean Tardieu, regia di Francesco Anzalone (1980)
- Le troiane di Euripide, regia di Maricla Boggio. Roma (1980)
- La censura di Frank Wedekind, regia di Renato Giordano (1981)
- La scimmia, da Karen Blixen, regia di Lucia Poli (1982)
- La mandragola di Niccolò Machiavelli, regia di Pino Quartullo (1983)
- Rozzi, intronati, straccioni e ingannati, testo e regia di Pino Quartullo (1984)
- Deus ex machina di Woody Allen, regia di Pino Quartullo. Benevento Città Spettacolo (1985)
- Teatro Grand Guignol, regia di Pino Quartullo (1986)
- Febbre di Rosso di San Secondo, regia di Giancarlo Nanni (1986)
- Il pedante in fiera, regia di Franco De Chiara (1987)
- Tibet, i nove miliardi di nomi di Dio di Walter Bruno e Giuliano Compagno, regia di Giancarlo Cauteruccio. Krypton (compagnia teatrale) (1988)
- Blues per un sex symbol di Alvia Reale, regia di Laura Lodigiani (1988)
- Promessi sposi: un musical di Gustavo Verde e Massimo Cinque, regia di Massimo Cinque (1988)
- Strano interludio di Eugene O'Neill, regia di Luca Ronconi. Teatro Stabile di Torino (1990)
- L'uomo difficile di Hugo von Hofmannsthal, regia di Luca Ronconi. Teatro Stabile di Torino (1990)
- Gli ultimi giorni dell'umanità di Karl Kraus, regia di Luca Ronconi. Teatro Stabile di Torino (1990)
- La pazza di Chaillot di Jean Giraudoux, regia di Luca Ronconi. Teatro Stabile di Torino (1991)
- Anatol di Arthur Schnitzler, regia di Nanni Garella. Teatro Stabile del Friuli-Venezia Giulia (1992)
- La tana di Alberto Bassetti, regia di Antonio Calenda (1993)
- Rosanero di Roberto Cavosi, regia di Antonio Calenda (1994)
- Agamennone di Eschilo, regia di Roberto De Simone. Teatro greco di Siracusa (1994)
- Susn di Herbert Achternbusch, regia di Valter Malosti. Asti Teatro (1994)
- Anna Cappelli di Annibale Ruccello, regia di Valter Malosti (1994)
- Nè carne né pesce di Franz Xaver Kroetz, regia di Roberta Bosetti. Gruppo della Rocca (1995)
- Agamennone di Seneca, regia di Daniela Ardini. Teatro di Segesta (1995)
- Conversazione per passare la notte di Raffaella Battaglini, regia di Federico Tiezzi. Compagnia "I Magazzini" (1995)
- Quer pasticciaccio brutto de via Merulana di Carlo Emilio Gadda, regia di Luca Ronconi. Teatro di Roma (1996)
- Il tempo e la stanza di Botho Strauß, regia di Valter Malosti. Gruppo della Rocca (1996)
- Donna Rosita nubile di Federico García Lorca, regia di Cesare Lievi. Emilia Romagna Teatro (1997)
- Un ballo in maschera di Michail Jur'evič Lermontov, regia di Valter Malosti (1998)
- Senilità, adattamento di Alberto Bassetti, regia di Francesco Macedonio. Teatro Stabile del Friuli-Venezia Giulia (1998)
- Altri tempi di Raffaella Battaglini, regia di Mauro Avogadro (1998)
- Amleto di William Shakespeare, regia di Antonio Calenda. Teatro Stabile del Friuli-Venezia Giulia (1998)
- La fuga di Emma di Nicola Fano, regia di Renato Carpentieri. Libera Scena Ensemble (2000)
- Gl'innamorati di Carlo Goldoni, regia di Massimo Castri. Teatro Metastasio di Prato (2000)
- Bedbound di Enda Walsh, regia di Valter Malosti. Piccolo Teatro di Milano (2000)
- Medea di Christa Wolf, regia di Renato Carpentieri. Libera Scena Ensemble (2000)
- Ivanov di Anton Čechov, regia di Eimuntas Nekrošius. Teatro di Roma (2002)
- Amor nello specchio di Giovan Battista Andreini, regia di Luca Ronconi. Teatro comunale di Ferrara (2002)
- Dare a Cesare di Marguerite Yourcenar, regia di Paolo Emilio Landi (2003)
- Le baccanti di Euripide, regia di Luca Ronconi. Piccolo Teatro di Milano (2004)
- Le rane di Aristofane, regia di Luca Ronconi. Piccolo Teatro di Milano (2004)
- Prometeo-Ronaldo-Cinque round di Rodrigo García, regia di Chérif. Benevento Città Spettacolo (2004)
- Io ti guardo negli occhi di Andrea Malpeli, regia di Chérif. Biennale Teatro di Venezia (2004)
- La corda sensibile - Il grande amore di Raffaele Viviani di Giuliano Longone, regia di Renato Carpentieri. Libera Scena Ensemble  (2006)
- Roma ore 11 di Elio Petri, regia di Manuela Mandracchia, Alvia Reale, Sandra Toffolatti, Mariangeles Torres. Gruppo MitiPretese (2006)
- Il re muore di Eugène Ionesco, regia di Pietro Carriglio. Teatro Biondo Stabile di Palermo (2007)
- Mussolini, l’ultima notte di Gianni Clerici, regia di Piero Maccarinelli. Teatro Valle di Roma (2007)
- Settanta di Toni Negri (2007)
- Peccato che sia una sgualdrina di John Ford, regia di Luca De Fusco. Teatro Statale del Veneto (2008)
- Festa di famiglia, da testi di Luigi Pirandello, testo e regia di Mandracchia, Reale, Toffolatti, Torres, collaborazione alla drammaturgia di Andrea Camilleri. Gruppo MitiPretese (2009)
- L'impresario delle Smirne di Carlo Goldoni, regia di Luca De Fusco. Teatro Stabile del Veneto (2009)
- Tutto su mia madre di Samuel Adamson da Pedro Almodóvar, regia di Leo Muscato. Fondazione Teatro Due (2010)
- E a Stoccolma si perde Claudia Cardinale... di Pierre Notte, regia di Mandracchia, Reale, Toffolatti, Torres. Gruppo MitiPretese (2011)
- La porta, dal romanzo di Magda Szabó, riduzione per la scena di Stefano Massini (2011)
- Il panico di Rafael Spregelburd, regia di Luca Ronconi. Piccolo Teatro di Milano (2013)
- Marburg di Guillem Clua, regia di Eleonora Pippo (2013)
- Il giuoco delle parti di Luigi Pirandello, con Umberto Orsini, regia di Roberto Valerio (2014)
- Troiane. Frammenti di tragedia, da Euripide, regia di Mandracchia, Reale, Toffolatti, Torres. Gruppo MitiPretese (2014)
- Quai Ouest di Bernard-Marie Koltès, regia di Paolo Magelli (2014)
- Porcile di Pier Paolo Pasolini, regia di Valerio Binasco. Spoleto 58 (2015)
- Il prezzo di Arthur Miller, regia di Massimo Popolizio (2015)
- Il giorno di un Dio, testo e regia di Cesare Lievi (2018)
- Il gatto, dal romanzo di Georges Simenon, regia di Roberto Valerio. Napoli Teatro Festival Italia (2018)
- Morte di un commesso viaggiatore di Arthur Miller, regia di Leo Muscato. Teatro Stabile del Veneto (2020)
- Angelo della gravità, un'eresia di Massimo Sgorbani, regia di Alvia Reale (2020)
- Cuòre: sostantivo maschile, drammaturgia di Angela Di Maso, regia di Alvia Reale (2021)
- Farà giorno di Rosa A. Menduni e Roberto De Giorgi, regia di Piero Maccarinelli (2023)
- Sarabanda di Ingmar Bergman, regia di Roberto Andò (2025)

## Filmografia

### Cinema
- Exit, regia di Pino Quartullo e Stefano Reali – cortometraggio (1985)
- Aquero, regia di Elisabetta Valgiusti (1994)
- Gas, regia di Luciano Melchionna (2005)
- Hyde's Secret Nightmare, regia di Domiziano Cristopharo (2011)
- E.N.D. - The Movie, regia di Federico Greco, Domiziano Cristopharo, Luca Alessandro, Allegra Bernardoni (2015)
- Fortunata, regia di Sergio Castellitto (2017)
- Krenk, regia di Tommaso Santi – cortometraggio (2018)
- Tetromaniac: Confessioni di una Necrofila, regia di Domiziano Cristopharo (2021)
- L'immensità, regia di Emanuele Crialese (2022)

### Televisione
- Pronto Emergenza – serie TV, episodio 1x02 (1980)
- L'indizio (cinque inchieste per un commissario), regia di Andrea Camilleri – miniserie TV, episodio Il terzo colpo (1982)
- Metamorfosi veneziane, regia di Giancarlo Nanni – film TV (1984)
- Eurocops – serie TV, episodio 6x10 (1993)
- La linea verticale – serie TV (2018)

## Radio
- Arshile Gorky di Marco Marcon, regia di Augusto Zucchi, 26 giugno 1984.
- Anna Christie di Eugene O'Neill, regia di Gianni Amelio, 20 dicembre 1997.
- Le conspose di Fatima Gallaire, regia di Marco Martinelli, 24 marzo 2000.

## Riconoscimenti
- 1993 – Maschera d'oro Premio IDI
- 1995 – Biglietto d'oro Agis-BNL
- 1996 – Premio Eleonora Duse per la sua interpretazione in Quer pasticciaccio brutto de via Merulana, da Carlo Emilio Gadda, regia di Luca Ronconi
- 2001 – Premio Kaos – Luigi Pirandello
- 2007 – Premio E.T.I. Gli Olimpici del Teatro Migliore spettacolo di innovazione per la co-regia di Roma ore 11
- 2010 – Premio Alabarda d'oro – Città di Trieste Migliore spettacolo dell'anno a Festa di famiglia
- 2016 – Premio Le Maschere del Teatro italiano Migliore attrice non protagonista ne Il prezzo di Arthur Miller.